# Яндекс Еда
Яндекс Еда — сервис заказа быстрой доставки еды из ресторанов и продуктов из магазинов через мобильные приложения или веб-сайт. Доставку осуществляют курьерские службы, курьеры-партнёры сервиса Яндекс Еда, водители-партнёры Яндекс Go и собственные курьеры ресторанов. На выбор доступны пиццерии, пекарни, кофейни, рестораны и т. д., а также продуктовые магазины.
По состоянию на июнь 2023 года Яндекс Еда работает в Москве, Санкт-Петербурге, Казани, Сочи, всего в 186 городах России, в 6 городах Беларуси, 18 городах Казахстана и в столице Армении. Яндекс Еда работает более чем с 39 000 ресторанов. В марте 2024 года сервис заработал и в Кыргызстане.
Сервис входит в бизнес-группу онлайн-торговли, транспорта и логистики Яндекса.

## Принцип работы
Заказ еды осуществляется при помощи приложения Яндекс Еда (iOS или Android), или через сайт, а также через приложения Яндекс Go и Яндекс.
Для заказа через сайт или приложение пользователь выбирает ресторан или магазин из доступных по указанному адресу. Также можно отфильтровать заказать доставку из фудмоллов. Пользователь выбирает блюда или продукты, добавляет их в корзину, выбирает способ оплаты и оформляет заказ на дом или самовывозом.
Если ресторан работает со службой доставки Яндекс Еда, то пользователь получает уведомления, когда ресторан начинает готовить заказ. Когда заказ забирает из ресторана курьер службы, сотрудничающей с Яндекс Едой, пользователь получает уведомления об изменениях в статусе заказа, а также может отслеживать свой заказ на карте в режиме реального времени.
С сентября 2021 года пользователи сервиса могут приобрести подарочные сертификаты на сумму от 500 до 5000 рублей.

## История
«Яндекс Еда» была создана на базе сервиса доставки еды из ресторанов Foodfox, основанного в 2016 году Максимом Фирсовым и Сергеем Полиссаром и приобретённого «Яндексом» в 2017. Собственное приложение «Яндекс Еды» заработало в начале марта 2018 с доставкой по Москве. Сервис доставки вошёл в структуру «Яндекс Такси». В мае компания объединила его с российским бизнесом Uber Eats. В июне «Яндекс Еда» запустилась в Санкт-Петербурге.
В июне 2019 года под руководством Ильи Красильщика была запущена «Яндекс Лавка» — сервис доставки продуктов, готовой еды и товаров для дома из дарксторов. К 2021 году у «Лавки» было 270 локальных складов в городах России.
В сентябре 2019 года «Яндекс Еда» начала работать в Казахстане, с июня 2021 года — в Беларуси, с марта 2023 года сервис запустился в Узбекистане под брендом Yandex Eats.
С апреля 2020 года «Яндекс Еда» предложила доставку продуктов из магазинов, первым партнёром этого направления стала сеть «Азбука вкуса».
В период пандемии COVID-19 в «Яндекс Еде» появились бесконтактная доставка и электронные чаевые (оплата наличными, напротив, была отключена), была введена ускоренная процедура подключения ресторанов к платформе за 1 день. С июня 2021 года «Яндекс Еда» добавила возможность оплаты картой при получении заказа.
В марте 2020 года «Яндекс Еда» была добавлена в «Яндекс Go» — суперприложение, объединяющее сервисы такси, каршеринга, грузоперевозок, доставки еды и продуктов.
С 12 августа 2021 года в Сочи и Адлере «Яндекс Еда» начала доставлять заказы ко входам на городские пляжи.
4 октября 2021 года генеральным директором «Яндекс Еды» назначен руководитель продуктового направления «Яндекс Go» Роман Маресов.
В середине октября 2021 года Яндекс стал партнером гида MICHELIN в Москве, а в «Яндекс Еде» появился фильтр MICHELIN для отображения ресторанов, рекомендованных гидом.
В 2022 году стало известно о предложении технологических решений для ресторанов. Так в 2022 году компания предложила ресторанам оплату по QR-коду в зале в сервисе «Чек» и договорилась с сервисом «Нетмонет» о сотрудничестве, чтобы внедрять электронные меню, чаевые и пр.
В марте 2025 года «Яндекс Еда» запустила доставку бытовой техники и электроники (например, смартфонов и ноутбуков) за исключением крупногабаритных товаров, в частности, из сети магазинов «М.Видео».

## Курьерская служба

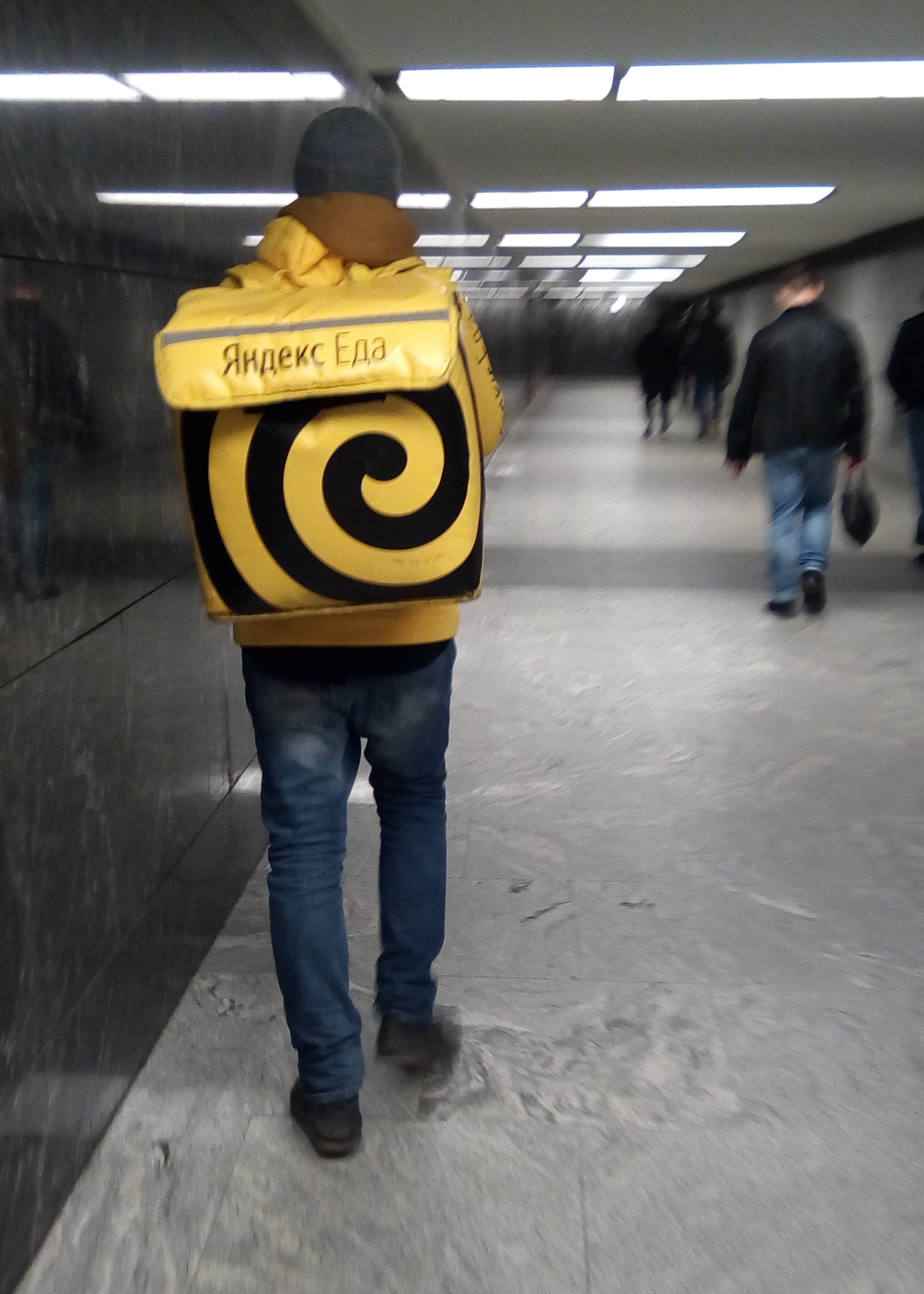
Доставка заказа курьером Яндекс Еды в московском метро (2019 г.)

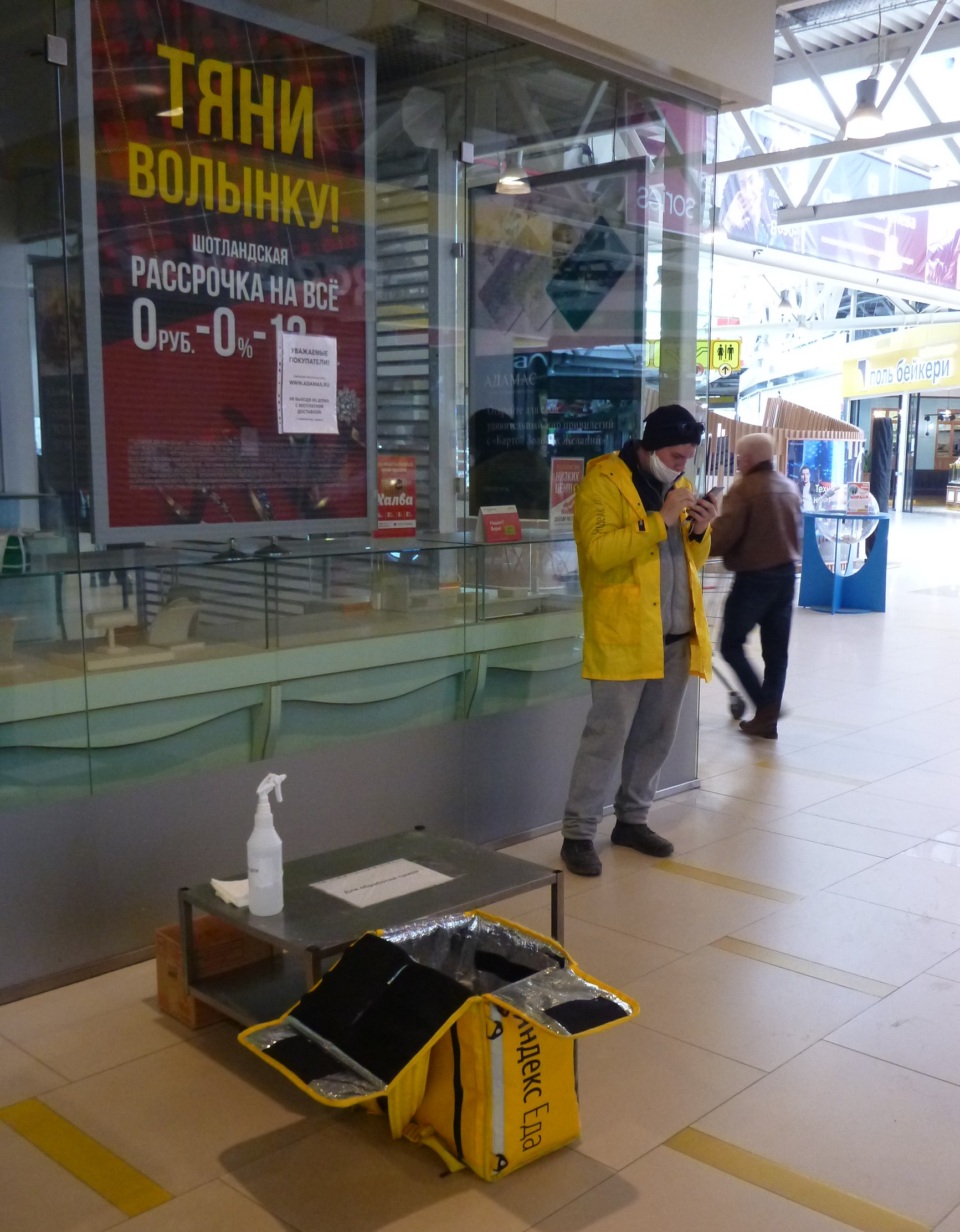
Курьер «Яндекс Еды» ждёт заказа у точки общепита в торговом центре Екатеринбурга. Около сумки курьера — дезинфицирующее средство. 27 апреля 2020 года

Доставку осуществляют курьеры-партнёры и профессиональные курьерские службы-партнёры сервиса «Яндекс Еда» и собственные курьеры ресторанов. Назначение курьера на заказ происходит автоматически: система определяет, какой курьер находится ближе к выбранному пользователем ресторану. По состоянию на 2020 год курьеров в «Яндекс Еду» оформляли в качестве самозанятых (с оплатой налога через приложение «Мой налог»), а не как сотрудников компании «Яндекс».
У сервиса есть программа заботы о курьерах — все курьеры на сменах застрахованы на сумму до 2 млн рублей. Оплата сдельная. Наличие медицинской книжки для курьеров обязательно.
Курьер имеет возможность выбрать «свободный слот» — выйти на доставку и завершить работу в удобное для себя время. Формально заработок курьера может составлять (по состоянию на апрель 2020 года) более 100 тысяч рублей в месяц. Сотрудник издания «Собеседник» рассчитал, что если работать в Москве по 12 часов в день без выходных, то можно заработать за месяц 70748 руб. (с учетом всех удержаний в виде штрафов, налога и расходов на медицинское обследование). Издание Mash выяснило, что курьеры могут зарабатывать от 100 000 рублей в месяц.
Курьерам предоставляется 50 % скидка на обеды в сетях фаст-фуда и скидка на оплаты в Лавке. Выплаты приходят ежедневно.
В 2020 году «Яндекс Еда» начала работу со слабослышащими курьерами-партнёрами. В рамках этого сотрудничества было адаптировано ресторанное, курьерское и клиентское приложения.
3 февраля 2020 года стало известно, что в числе курьеров-партнёров «Яндекс Еды» — чемпион мира по паратриатлону Михаил Асташов.
В 2021 году «Яндекс Еда» вводит в некоторых городах России правило для курьеров «о минимальном гарантированном доходе» в ходе которого нужно выполнить определённое количество доставок за слот, так например за слот длительностью от 1 до 4 часов необходимо выполнить минимум 1 заказ, от 5 до 7 часов — 2 заказа, от 8 до 10 часов — 3 заказа, от 11 до 12 часов — 4 заказа. Если не выполнить необходимый минимум заказов, курьер может лишиться часовой минимальной оплаты из-за отсутствия заказов.

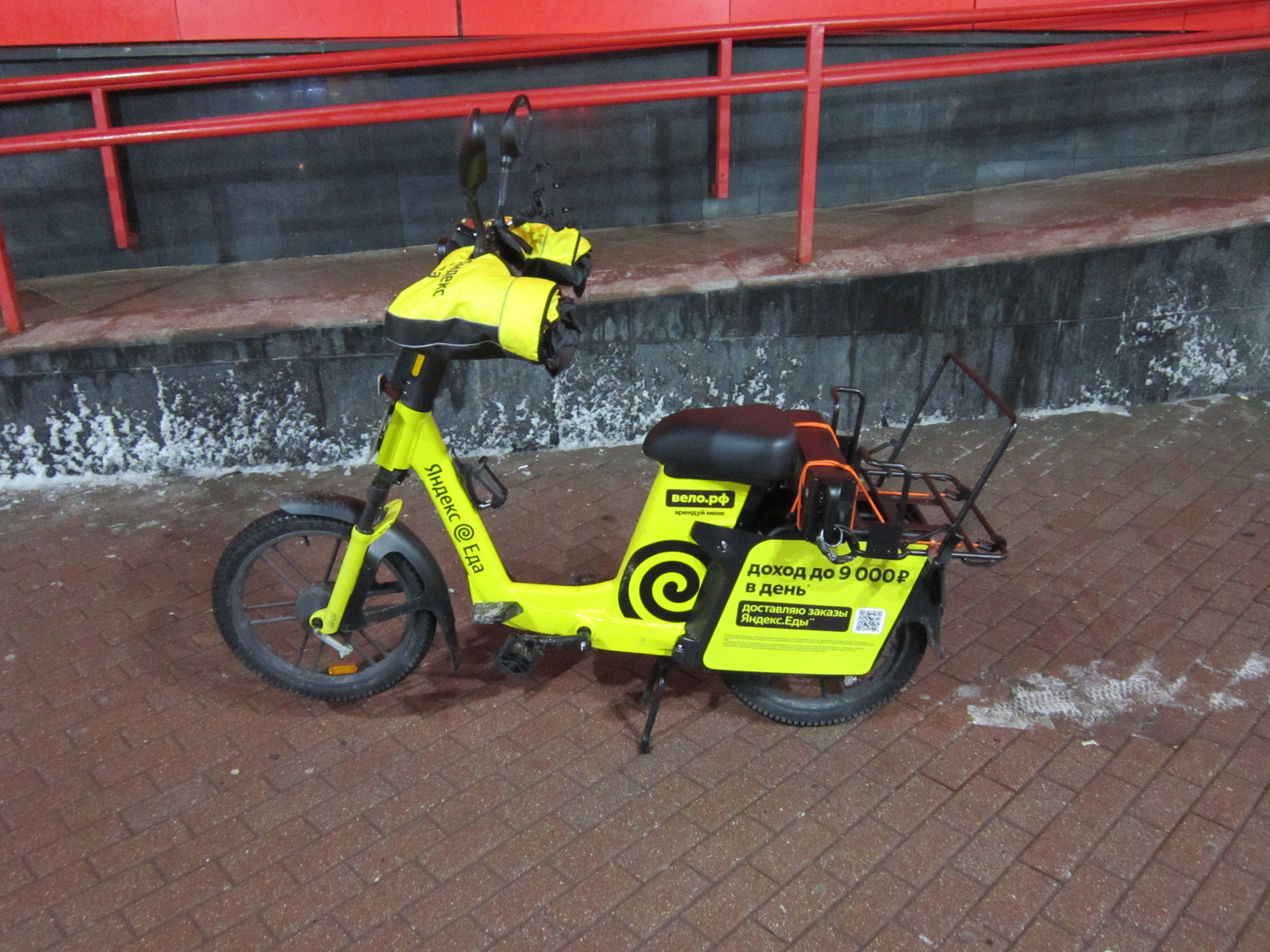
Электровелосипед Яндекса для курьеров

В 2024 году более пяти тысяч партнёров «Яндекс Еды» и «Лавки» получили доступ к электровелосипедам собственной разработки. Велосипеды оснащены багажником под термосумку, USB-портом для зарядки смартфона и специальным IoT-модулем, который контролирует соблюдение ПДД и ограничивает скорость. Для обслуживания транспорта компания создаёт сеть велоцентров, где курьеры смогут арендовать новые велосипеды.

## Показатели деятельности
По итогам 2021 года фудтех-направление группы «Яндекс Такси», в которое входят «Яндекс Еда» и «Лавка», принесло 37,7 млрд рублей выручки (рост +126 % к 2020 году). Показатели отдельных проектов «Яндекс» не раскрывает.

## Технологии
Технологическая платформы «Яндекс Еда» включает алгоритм динамического ценообразования, который формирует цену доставки с учётом спроса, погоды и других условий; инструменты контроля курьеров, в том числе отслеживание манеры вождения; тестирует отслеживание процесса выдачи заказов курьерам при помощи навигационных маячков и т. д. В некоторых районах Москвы и Санкт-Петербурга для доставки заказов «Яндекс Еды» используются роботы-курьеры.

## Критика

### Условия труда
19 апреля 2019 года появилась информация о том, что после смены погиб 21-летний курьер Артык Орозалиев, который работал в службе доставки-партнере Яндекс Еды. После инцидента стали появляться сообщения от других курьеров, работающих в «Яндекс Еде» и Delivery Club, с жалобами на тяжёлые условия работы, а в социальных сетях пользователи запустили флешмоб «#яндекссмерть», требуя улучшения условий труда курьеров и занижая оценки сервису.
После инцидента компания начала внутреннюю проверку на стороне организации-партнера, а также связалась с семьей погибшего и предложила финансовую помощь. Кроме того, компания пообещала рассмотреть варианты технологических решений, чтобы организовать контроль над переработками в курьерском приложении.
Позже медэкспертиза установила, что трагедия произошла по причине сердечной недостаточности. Родственники сообщили, что ранее Артык Орозалиев не испытывал проблем с сердцем.
24 апреля генеральный директор «Яндекс Еды» Максим Фирсов рассказал, что компания изменила для курьеров механизм выбора перерывов: по новой схеме стало достаточно нажать кнопку «пауза» в приложении. Ранее было необходимо связаться в чате с супервайзером и дождаться от него разрешения на перерыв. Компания также заявила, что откроет «горячую линию», куда курьеры смогут анонимно звонить и рассказывать о своих проблемах, и изучает возможность интеграции в курьерское приложение функции вызова врача.
В итоге были введены следующие изменения в режиме работы доставщиков: доставщик не может выбрать слот продолжительностью более 12 часов подряд, между длинными слотами должен быть перерыв, система предупреждает курьера о чрезмерной нагрузке после работы более 40 часов в неделю, работает горячая линия для решения экстренных вопросов.
Московская полиция обвинила «Яндекс Еду» в незаконном использовании труда мигрантов.
С 25 по 31 декабря 2021 года в Кемерове прошла забастовка сборщиков, организованная профсоюзом «Курьер». В результате забастовки практически все требования сборщиков были удовлетворены. В апреле 2022 года на лидера профсоюза Кирилла Украинцева было заведено уголовное дело по статье 212.1 УК РФ («Неоднократное нарушение установленного порядка организации либо проведения собрания, митинга, демонстрации, шествия или пикетирования»). 9 февраля 2023 Украинцев был освобождён.
20 декабря 2022 года профсоюз «Курьер» объявил новую пятидневную забастовку с требованием повысить заработную плату, пересмотра системы штрафов, заключения с доставщиками трудовых договоров вместо договоров ГПХ и уменьшения зон доставки. Пресс-служба Yandex, в ответ, заявила, что жалоб курьеров к ней не поступало, что за 2022 год доходы курьеров выросли в среднем на 30 % и что никаких признаков проводимой забастовки они не наблюдают.
Зампред Рабочего союза курьеров Ивана Антохина заявил, что забастовке курьеров Yandex и, ранее, купленной этой компанией службы Delivery Club участвовали 4000 человек. Представители Яндекс Еда и после окончания забастовки продолжали отрицать сам факт участия курьеров в ней, заявляя, что она никак не повлияла на работу компании.

### Утечка данных
1 марта 2022 года компания «Яндекс» сообщила об утечке персональных данных клиентов компании: в свободный доступ в сеть была выложена база заказов сервиса с информацией об именах клиентов, телефонах и адресах (численность базы составила 58 тысяч адресов, в том числе и о заказах, сделанных за пределами территории России). По данным компании, информация могла быть похищена одним из сотрудников сервиса. 23 марта поступили сообщения, что Роскомнадзор ограничил доступ к карте с адресами и персональными данными клиентов сайта, а на ООО «Яндекс. Еда» составили административный протокол за нарушение законодательства о персональных данных.